# Hans-Rüdiger Etzold
Hans-Rüdiger Etzold, genannt „Etze“ (* 26. Februar 1940 auf Norderney) ist ein deutscher Fachjournalist und Fachbuchautor.

## Leben
Etzold studierte nach einer Lehre zum Kraftfahrzeugmechaniker in Hamburg an der Wagenbauschule Fahrzeugtechnik. Nach dem Studium volontierte er in Hamburg bei der Zeitschrift Automobilwirtschaft.
1968 ging Etzold nach Stuttgart zur Automobilzeitschrift Gute Fahrt. Dort war er stellvertretender Chefredakteur und maßgeblich an der Entwicklung des ersten deutschen Buggies beteiligt, der unter dem Modellnamen Karmann-GF (GF = Gute Fahrt) von Karmann (Osnabrück) vertrieben wurde.
Nachdem der 5. Band seiner Buchreihe So wird’s gemacht erschienen war, machte Etzold sich 1976 selbstständig. Seitdem arbeitet er als freier Autor. 1991 promovierte er in Dresden an der Hochschule für Verkehrswesen mit einer Arbeit Zur wirtschaftlichen Problematik der Auto Union und ihres Produktionsprogramms: (1945–1970).
Neben der Autoreparatur-Buchreihe und Bänden über Reparaturarbeiten an Mofas und Leichtmotorrädern hat Etzold eine vierbändige VW-Käfer-Chronik geschrieben, das Buch über den ersten VW Golf GTI mitverfasst sowie eine mehrbändige Dokumentation über die Auto Union AG/Audi AG unter dem Titel Im Zeichen der vier Ringe erarbeitet.

## Ehrungen
2017 wurde H. Rüdiger Etzold vom MPC (Mobilitäts Presse Club) die „Goldene Feder“ für herausragenden Journalismus in der Automobilbranche verliehen.